# Абукова, Лейла Азретовна
Ле́йла Азре́товна Абукова (род. 16 октября 1951) — советский и российский учёный в области нефтегазовой гидрогеологии, доктор геолого-минералогических наук (1993), директор Института проблем нефти и газа РАН в 2015—2021 годах.
Известна и как киноактриса — будучи студенткой снялась в двух фильмах 1960-х годов, в том числе в главной роли.

## Биография
Будучи студенткой, снималась в кино на киностудии «Туркменфильм» исполнив главные роли в двух фильмах: «За рекой — граница» (1971) и «Тайна забытой переправы» (1973), но актёрскую карьеру не продолжила, посвятив себя науке.
В 1972 году окончила нефтяной факультет Туркменского политехнического института, в 1980 — аспирантуру Туркменского научно-исследовательского геологоразведочного института (ТНИГРИ).
В 1975—1989 годах работала в ТНИГРИ, где создала и руководила лабораторией моделирования геологических процессов на ЭВМ.
В 1989 году окончила спецфакультет «Прикладная математика и вычислительная техника» Московского государственного геологоразведочного института имени Серго Орджоникидзе.
В 1993 году в Государственной академии нефти и газа защитила докторскую диссертацию, присовоена научная степень доктора геолого-минералогических наук.
С 1996 года — завлаборатории нефтегазовой гидрогеологии и завкафедрой поисковой и промысловой геофлюидодинамики Института проблем нефти и газа РАН, с 2003 года одновременно работает профессором кафедры моделирования месторождений углеводородов РГУ нефти и газа имени И. М. Губкина.
В 2015—2021 годах — директор Института проблем нефти и газа РАН, с 2021 года заведует институте лабораторией нефтегазовой геофлюидодинамики.
В 2019 году выдвигалась кандидатом в члены-корреспонденты РАН по Отделению наук о Земле РАН по специальности «геология» академиком РАН Дмитриевским А. Н. и членом-корреспондентом РАН Николаевым А. В.

## Научная деятельность
Является известным специалистом в области гидрогеологии осадочных бассейнов.
Разработала методику палеогидрохимического анализа, основанную на учёте литофациальных и палеоклиматических особенностей осадочного бассейна, которая вошла во многие вузовские учебники по нефтегазовой гидрогеологии.
Автор лично и в соавторстве более 140 научных работ, опубликованных в частности в журналах «Геология нефти и газа» (№ 8, 1978; № 9, 1997), «Нефтегазовое хозяйство» (№ 7, 1997), «Газовая промышленность» (№ 7, 1997; № 6, 2006).
Автор трёх монографии, одна из которых — «Палеогидрогеологические условия нефтегазообразования и нефтегазонакопления платформенной части Туркменистана» издана издательством «Недра» в 1985 году, другая — «Словарь по нефтегазовой гидрогеологии» в соавторстве с А. А. Карцевым изданный в 2015 году.
Являлась председателем и заместителем председателя оргкомитета Всероссийских конференций с международным участием «Фундаментальные проблемы нефтегазовой гидрогеологии» проводимых в 2005, 2010, 2015 годах.

## Звания и награды
- Лауреат премии Ленинского комсомола Туркменской ССР (1987)
- Отличник разведки недр (1988)

## Фильмография
- 1971 — За рекой — граница — Лейли Сарыева, студентка — главная роль
- 1973 — Тайна забытой переправы — Фатима